# Klaudia Kaczorowska
Klaudia Kaczorowska (Trzcianka, 20 dicembre 1988) è una pallavolista polacca.
Gioca nel ruolo di schiacciatrice nel PTPS.

## Carriera
La carriera di Klaudia Kaczorowska inizia a livello giovanile nella formazione della sua città natale, con lo MKS MDK Trzcianka. In seguito entra a far parte del settore giovanile del PTPS di Piła, col quale gioca un'annata, prima di essere ceduta in prestito alla formazione federale dello SMS PZPS Sosnowiec, dove rimane per tre annate, al termine delle quali, nel 2007, riceve anche le prime convocazioni nella nazionale polacca.
Nella stagione 2007-08 fa il suo ritorno al PTPS, esordendo quindi nella massima serie polacca: veste i colori del club di Piła per tre annate, aggiudicandosi la Coppa di Polonia 2007-08, premiata anche come miglior servizio del torneo, e la Supercoppa polacca 2008; con la nazionale nel 2009 vince la medaglia di bronzo alla XXV Universiade e al campionato europeo.
Nel campionato 2010-11 viene ingaggiata dal Muszynianka, club col quale vince il suo primo scudetto e si aggiudica ancora una Coppa di Polonia, mentre nel campionato seguente approda al BKS di Bielsko-Biała.
Cambia nuovamente maglia nella stagione 2012-13, firmando con l'Atom Trefl Sopot: durante la prima annata col club vince lo scudetto; in seguito si aggiudica la Coppa di Polonia 2014-15, premiata anche come MVP e miglior servizio della competizione.
Nell'annata 2016-17 passa al Developres Rzeszów.

## Palmarès

### Club
- Campionato polacco: 2

2010-11, 2012-13
- Coppa di Polonia: 3

2007-08, 2010-11, 2014-15
- Supercoppa polacca: 1

2008

### Nazionale (competizioni minori)
- XXV Universiade

### Premi individuali
- 2008 - Coppa di Polonia: Miglior servizio
- 2015 - Coppa di Polonia: MVP
- 2015 - Coppa di Polonia: Miglior servizio